# Idlewild (album d'Everything but the Girl)
Albums de Everything but the Girl
Baby the Stars Shine Bright
(1986) The Language of Life
(1990)
Idlewild est un album de Everything but the Girl, sorti en 1988.

## L'album
Le single Don't Want to Talk About It en prenant la 1re place des charts britanniques fait connaître le duo. L'album fait partie des 1001 Albums You Must Hear Before You Die. 

### Titres
Tous les titres sont de Tracey Thorn et Ben Watt, sauf mentions. 
1. I Don't Want to Talk About It (Danny Whitten) (4:17)
2. Love Is Here Where I Live (3:55)
3. These Early Days (Thorn) (3:50)
4. I Always Was Your Girl (4:00)
5. Oxford Street (Thorn) (3:21)
6. The Night I Heard Caruso Sing (Watt) (2:55)
7. Goodbye Sunday (4:00)
8. Shadow on a Harvest Moon (Thorn) (3:38)
9. Blue Moon Rose (3:37)
10. Tears All Over Town (Watt) (4:35)
11. Lonesome for a Place I Know (4:02)
12. Apron Strings (3:07)

### Musiciens
- Tracey Thorn : voix
- Ben Watt : voix, guitare
- Ian Fraser : saxophone ténor
- Steve Pearce : basse
- Damon Butcher : piano, synthétiseur
- James McMillan : trompette
- Chucho Merchán : basse
- Peter King : saxophone alto